# Charity Crawford
Charity Crawford (Carolina del Norte; 17 de noviembre de 1998) es una actriz pornográfica y modelo erótica estadounidense.

## Biografía
Nació y se crio en el estado de Carolina del Norte. Después de cumplir los 18 años comenzó a interesarse por entrar en la industria pornográfica. Fue descubierta por la agencia de modelaje 101 Modeling, con la que grabó sus primeros cástines y debutó como actriz pornográfica en 2017, a los 19 años.
Como actriz, ha rodado para productoras como Blacked, Jules Jordan Video, Evil Angel, Mofos, Lethal Hardcore, Vixen, X Empire, Juicy Entertainment, Naughty America, Reality Kings o Mile High, entre otras.
Ha rodado más de 110 películas como actriz.
Algunas películas suyas son Black and White 10, Blackmailed Tenants, Dredd 2, Faces Covered 5, Girls Gone Pink 2, Latina Lust, Pussy Show X-Cut 3, Teen Squealers o Threesome Encounters 2.

## Premios y nominaciones
| Año  | Ceremonia         | Resultado | Premio                       | Trabajo |
| ---- | ----------------- | --------- | ---------------------------- | ------- |
| 2019 | Premios AVN       | Nominada  | Premio fan: Culo más épico   | —       |
| 2019 | Spank Bank Awards | Nominada  | Best Smile                   | —       |
| 2019 | Spank Bank Awards | Nominada  | Tastiest Tall Drink of Water | —       |